# Pedro Bua
Pedro Bua (fl. década de 1450) foi um nobre albanês do Despotado da Moreia (Peloponeso) que foi chefe instigador da Revolta da Moreia de 1453–1454. Após a revolta, foi reconhecido pelo Império Otomano como representante oficial dos albaneses da Moreia.

## Vida
Pedro Bua foi membro da família Bua, que era de origem arromena (valáquia). Logo após a Queda de Constantinopla e a morte do último imperador bizantino, Constantino XI Paleólogo (r. 1449–1453), 30 000 albaneses liderados por Pedro Bua ergueram-se em revolta contra os dois déspotas da Moreia, Tomás e Demétrio, devido aos altos tributos que tinham de pagar. Após o fracasso da revolta, o sultão otomano Maomé II, o Conquistador (r. 1444‒1446; 1451‒1481) reconheceu Pedro como representante da população albanesa da Moreia. Pela mesma época, Pedro governou as áreas da Moreia que foram conquistadas pelos otomanos.